# Лісний (Калузька область)
Лісний (рос. Лесной) — селище в Мещовському районі Калузької області Російської Федерації.
Населення становить 406 осіб. Входить до складу муніципального утворення Залізнична станція Кудринська.

## Історія
Від 2004 року входить до складу муніципального утворення Залізнична станція Кудринська.

## Населення
| 2002 | 2010 |
| ---- | ---- |
| 353  | ↗406 |